# Scheinbare Größe

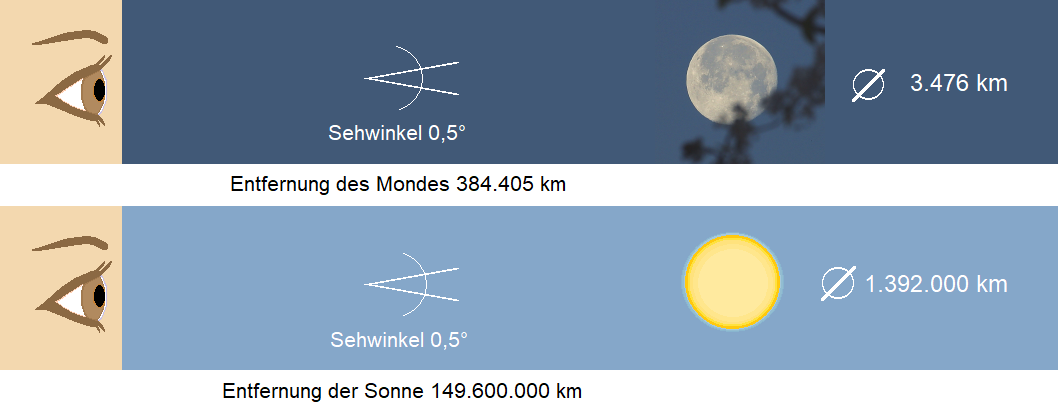
Mond- und Sonnenscheibe erscheinen gleich groß für Beobachter auf der Erde, die sie unter gleichem Winkel von 0,5° sehen: ihre scheinbare Größe entspricht jeweils dem Sehwinkel. Der Winkel hängt ab von dem Verhältnis des tatsächlichen Durchmessers zur Entfernung des Objekts.

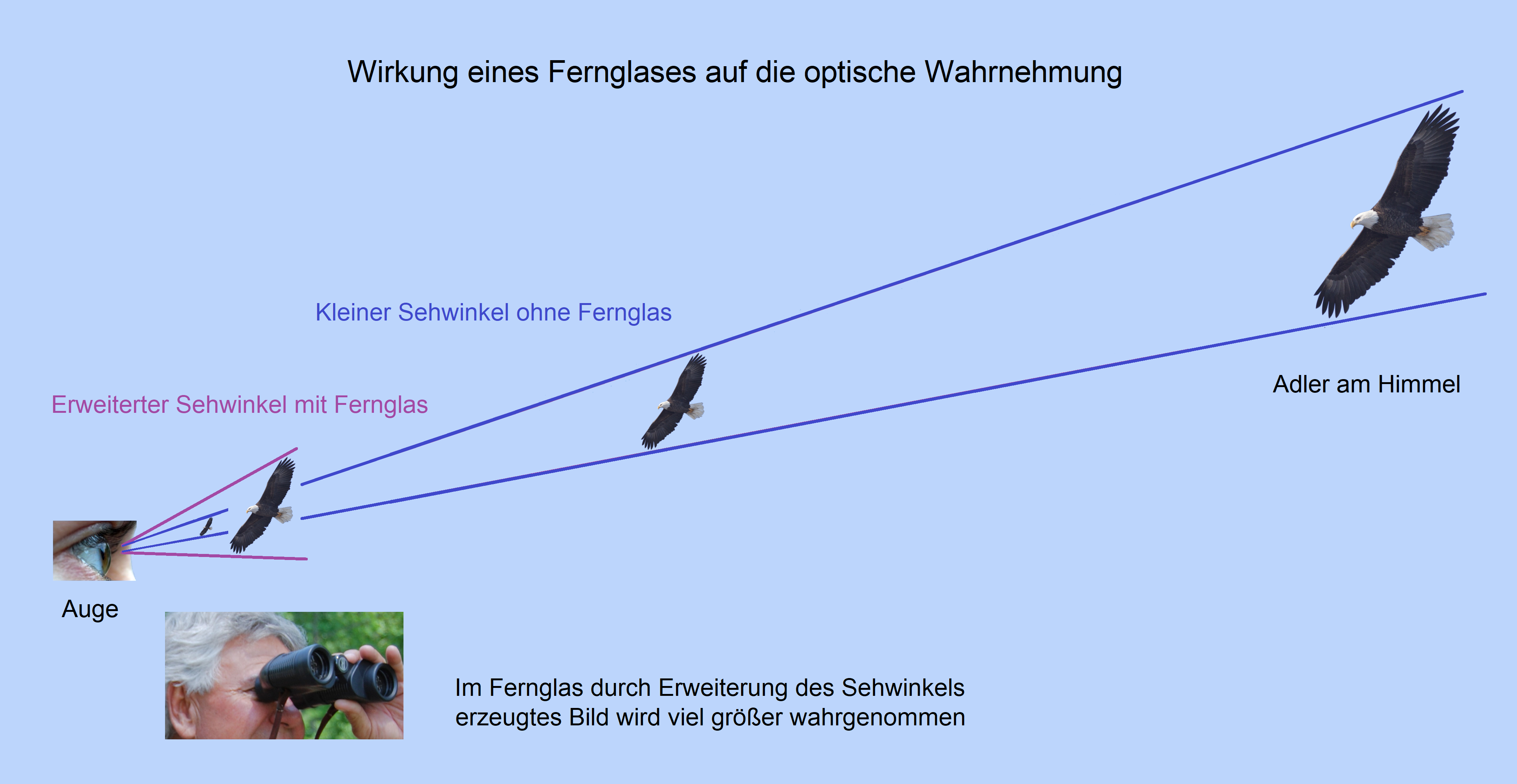

Als scheinbare Größe oder scheinbarer Durchmesser eines Objekts wird in der Astronomie die geometrische Ausdehnung der beobachteten Erscheinung am Himmel bezeichnet. Sie entspricht dem Winkel, unter dem der Umriss eines Gegenstandes den Beobachtenden an ihrem Standpunkt erscheint, dem jeweiligen Gesichtswinkel, auch Sehwinkel genannt. Die Winkelausdehnung hängt von der tatsächlichen Größe des Objekts und dessen Entfernung vom Betrachter ab. Die Abbildung des Gegenstandes auf der Netzhaut (retinales Bild) im Auge wird außerdem durch brechende Medien wie die Augenlinse bestimmt – beziehungsweise durch zusätzliche optische Systeme vor dem Auge, die den Sehwinkel künstlich vergrößern, wie die eines Feldstechers oder eines Teleskops.
Unter ansonsten gleichen Bedingungen erscheinen Objekte gleicher Abmessungen in verschiedenen Entfernungen unterschiedlich groß. Objekte unterschiedlicher Maße können gleich groß erscheinen, wenn sie unter gleichen Sehwinkeln auf der Netzhaut abgebildet werden. Wie Betrachtende die scheinbare Größe in der Wahrnehmung interpretieren, hängt wesentlich mit ihrer Perspektive und Raumwahrnehmung zusammen.

## Abmessung und scheinbare Größe

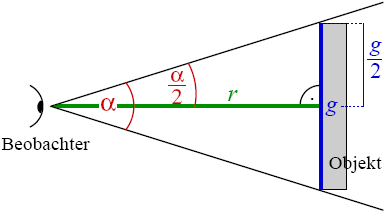
Die scheinbare Größe lässt sich als Winkel angeben

Nebenstehende Abbildung verdeutlicht den Zusammenhang zwischen scheinbarer Größe {\displaystyle \alpha }, Entfernung {\displaystyle r} (Betrachtungsabstand) und den tatsächlichen Abmessungen {\displaystyle g} eines Objekts. Es lässt sich daraus folgende Beziehung zwischen den drei Größen ableiten:
{\displaystyle \tan {\frac {\alpha }{2}}={\frac {\frac {g}{2}}{r}}} und somit für den Winkel {\displaystyle \alpha =2\,\arctan \left({\frac {g}{2\,r}}\right)}
In der Geodäsie kann mittels eines Objekts mit genormter Größe, beispielsweise einer senkrecht zur Blickrichtung aufgestellten Basislatte, aus der scheinbaren Größe die Entfernung berechnet werden:
{\displaystyle r={\frac {g}{2\,\tan {\tfrac {\alpha }{2}}}}}

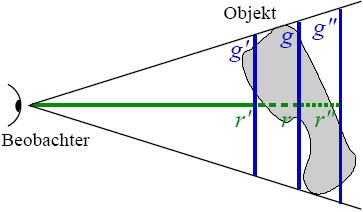
Unterschiede bei den berechneten Ausdehnungen g, g′ und g″ eines unregelmäßigen Objekts abhängig von den gegebenen Abständen r, r′ und r″

In der Astronomie ergibt sich bei bekanntem Abstand eines Objekts dessen ungefähre wahre Ausdehnung quer zur Sichtlinie
{\displaystyle g=2\,r\,\tan {\frac {\alpha }{2}}}
Für kleine Winkel {\displaystyle <1^{\circ }} gilt die Kleinwinkelnäherung, im Bogenmaß: {\displaystyle \textstyle x\approx \tan x\approx \sin x}, so dass in Winkelminuten gilt:
{\displaystyle \alpha \approx {\frac {10800'\cdot g}{\pi \cdot r}}}.
Der Fehler beträgt bei {\displaystyle \alpha =1^{\circ }} nur 0,4″ (1,7·10−6 rad oder 0,001 %), bei {\displaystyle \alpha =6^{\prime }=0{,}1^{\circ }} nur noch 0,004″ (2·10−9 rad oder 0,0001 %).
Für ein kugelförmiges Objekt, dessen Durchmesser {\displaystyle g} und der Abstand zum Kugelmittelpunkt {\displaystyle r} ist, gilt die abweichende Formel {\displaystyle \textstyle \alpha =2\arcsin({\frac {g}{2\,r}})}, denn in dem Dreieck liegt der rechte Winkel nicht am Mittelpunkt, sondern am Berührpunkt der Tangente. Der Unterschied verschwindet für kleine Winkel.

## Vertikaler und horizontaler Sehwinkel
In der Fotografie verwendet man den vertikalen und den horizontalen Sehwinkel eines Gegenstands. Den vertikalen Sehwinkel {\displaystyle \epsilon _{v}} eines Gegenstands definiert man, indem man dem vom Auge fixierten Gegenstand ein waagrecht liegendes Rechteck umschreibt, dann die beiden vom Auge ausgehenden Strahlen zu den Endpunkten der senkrechten Strecke durch den Rechtecksmittelpunkt zieht und den Winkel zwischen diesen Strahlen bestimmt. Analog ist der horizontale Sehwinkel {\displaystyle \epsilon _{h}} der Winkel zwischen den beiden Strahlen vom Auge zu den Endpunkten der waagrechten Strecke durch den Rechtecksmittelpunkt.

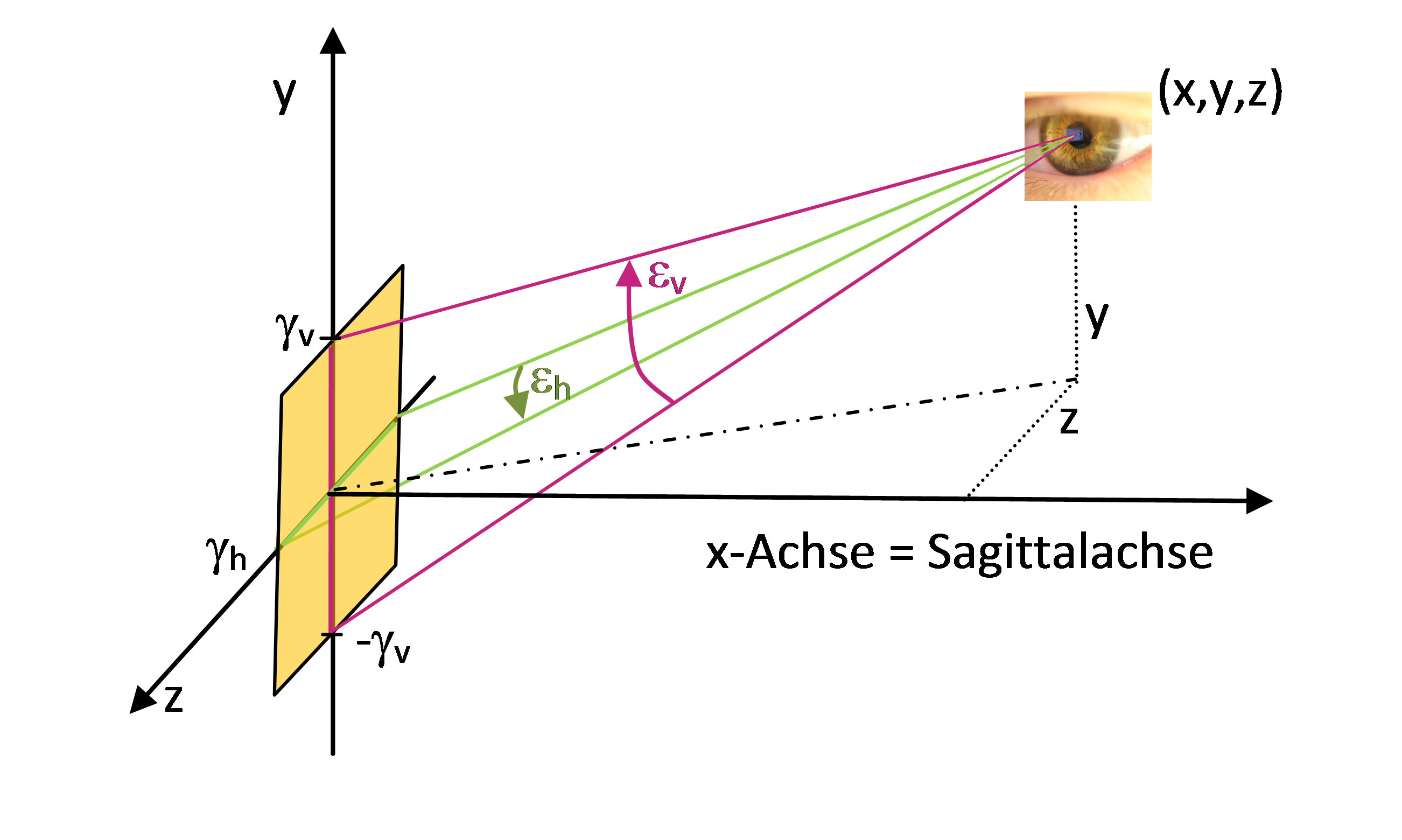
Vertikaler und horizontaler Sehwinkel

Wählt man das kartesische Koordinatensystem, dessen Ursprung im Mittelpunkt des Rechtecks liegt, dessen y- und z-Achse die vertikale und horizontale Symmetrieachse des Rechtecks bilden und bei dem sich der Betrachter im Halbraum {\displaystyle x>0} befindet, so lassen sich diese beiden Sehwinkel für das Rechteck mit der vertikalen Seitenlänge {\displaystyle G_{v}=2\gamma _{v}} und der horizontalen Seitenlänge {\displaystyle G_{h}=2\gamma _{h}} für einen beliebigen Beobachterpunkt {\displaystyle (x,y,z)} trigonometrisch bestimmen:
{\displaystyle \epsilon _{v}=\arctan {\frac {\gamma _{v}-y}{\sqrt {x^{2}+z^{2}}}}-\arctan {\frac {-\gamma _{v}-y}{\sqrt {x^{2}+z^{2}}}}},
{\displaystyle \epsilon _{h}=\arctan {\frac {\gamma _{h}-z}{\sqrt {x^{2}+y^{2}}}}-\arctan {\frac {-\gamma _{h}-z}{\sqrt {x^{2}+y^{2}}}}}.
Auf Grund der Rotationssymmetrie des Funktionsgraphen des vertikalen Sehwinkels {\displaystyle \epsilon _{v}(x,y,z)} bei der Drehung um die y-Achse (Zylindersymmetrie) kann dessen Untersuchung auf die x,y-Ebene eingeschränkt werden. Für die Sehwinkelfunktionen als Funktionen nur der Ebenenkoordinaten x und y erhält man die folgenden Terme und die in den Abbildungen dargestellten Funktionsgraphen:

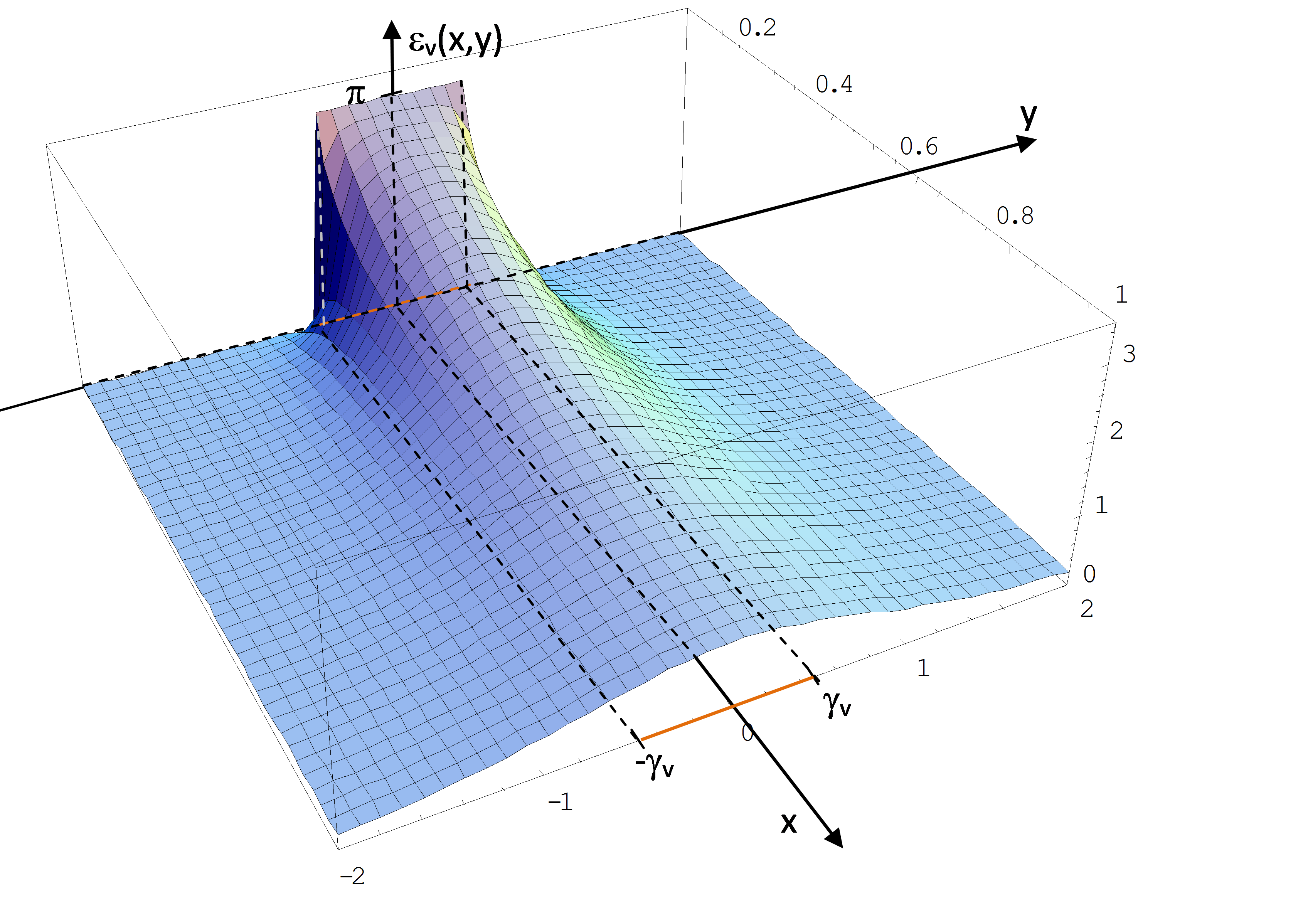
Graph des vertikalen Sehwinkels

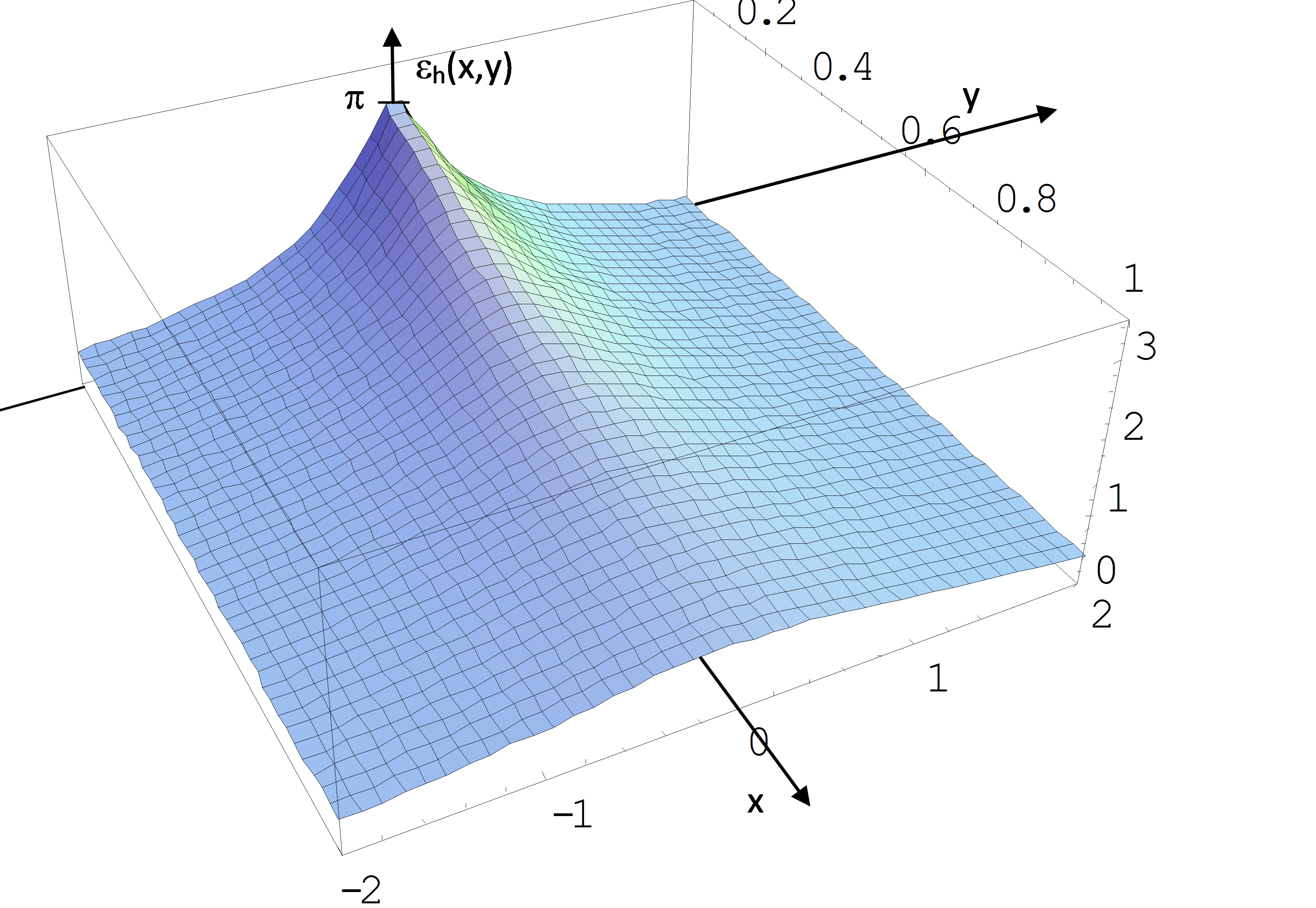
Graph des horizontalen Sehwinkels

{\displaystyle \epsilon _{v}=\arctan {\frac {\gamma _{v}-y}{x}}-\arctan {\frac {-\gamma _{v}-y}{x}}},
{\displaystyle \epsilon _{h}=2\,\arctan {\frac {\gamma _{h}}{\sqrt {x^{2}+y^{2}}}}}

## Maximale Sehwinkel eines Gegenstandes für eine Kamera
Für die vollständige und scharfe Abbildung eines fest vorgegebenen Objekts mittels einer Kamera ist der Kamerastandort auf einen Zulässigkeitsbereich Z eingeschränkt. Dieser Bereich Z wird durch vier Ungleichungen beschrieben, in welche die Kameraparameter eingehen:
1. {\displaystyle \epsilon _{v}(x,y,z)\leq \alpha _{v}},
2. {\displaystyle \epsilon _{h}(x,y,z)\leq \alpha _{h}},
3. {\displaystyle \rho (x,y,z)={\sqrt {x^{2}+y^{2}+z^{2}}}\geq d=g_{\text{min}}-f},
4. {\displaystyle x>0},

wobei {\displaystyle \alpha _{v}} der vertikale Bildwinkel, {\displaystyle \alpha _{h}} der horizontale Bildwinkel, {\displaystyle g_{\text{min}}} der minimale Objektabstand und {\displaystyle f} die fest fixierte Brennweite der Kamera sind.

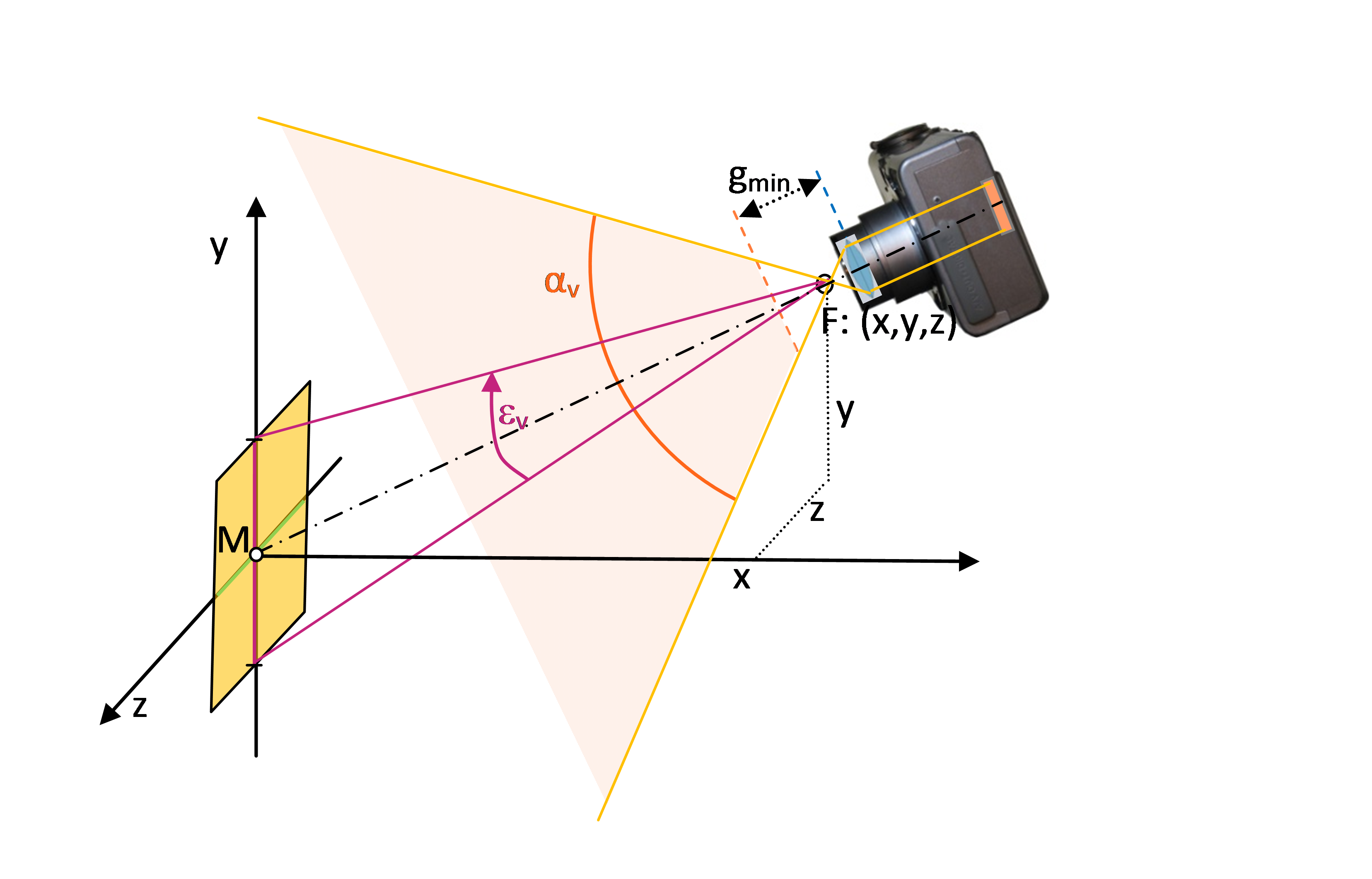
Bei vollständiger Abbildung des Objekts ist der Sehwinkel des Objekts nicht größer als der Bildwinkel der Kamera.

Sucht man in diesem Bereich Z einen Standort, in dem der vertikale Sehwinkel {\displaystyle \epsilon _{v}} bzw. der horizontale Sehwinkel {\displaystyle \epsilon _{h}} des Objekts für die Kamera maximal ist, so liefert dies jeweils ein nichtlineares Optimierungsproblem, dessen Zielfunktion durch den zu maximierenden Sehwinkel und dessen Zulässigkeitsbereich durch Z gegeben ist. Will man dagegen für eine auf einem Kamerakran montierte Kamera einen Standort finden, in dem sowohl der vertikale als auch der horizontale Sehwinkel maximal sind, so führt dies auf die Lösung des Maximierungsproblems, bei dem beide Sehwinkel als Zielfunktionen simultan maximiert werden („multikriterielle Optimierung“).
Beschränkt man sich bei der simultanen Maximierung beider Sehwinkel {\displaystyle \epsilon _{v}} und {\displaystyle \epsilon _{h}} auf die x,y-Ebene, so wird der Rand {\displaystyle \partial Z} des Zulässigkeitsbereichs {\displaystyle Z} durch zwei der folgenden drei Kreisbögen gebildet:
1. Kd
  - {\displaystyle y=\pm f_{d}(x)=\pm {\sqrt {d^{2}-x^{2}}}},
2. Kh
  - {\displaystyle y=\pm f_{h}(x)=\pm {\sqrt {\eta _{h}^{2}-x^{2}}}},
3. Kv
  - {\displaystyle y=\pm f_{v}(x)=\pm {\sqrt {r_{v}^{2}-(x-x_{v})^{2}}}},

mit {\displaystyle \eta _{h}=\gamma _{h}/\tan(\alpha _{h}/2),w_{v}=\tan \alpha _{v},x_{v}=\gamma _{v}/w_{v},r_{v}=\gamma _{v}\cdot (1+w_{v}^{2})^{1/2},\xi _{v}=x_{v}+r_{v}=\gamma _{v}/\tan(\alpha _{v}/2),\quad 0<\alpha _{h},\alpha _{v}<\pi }.

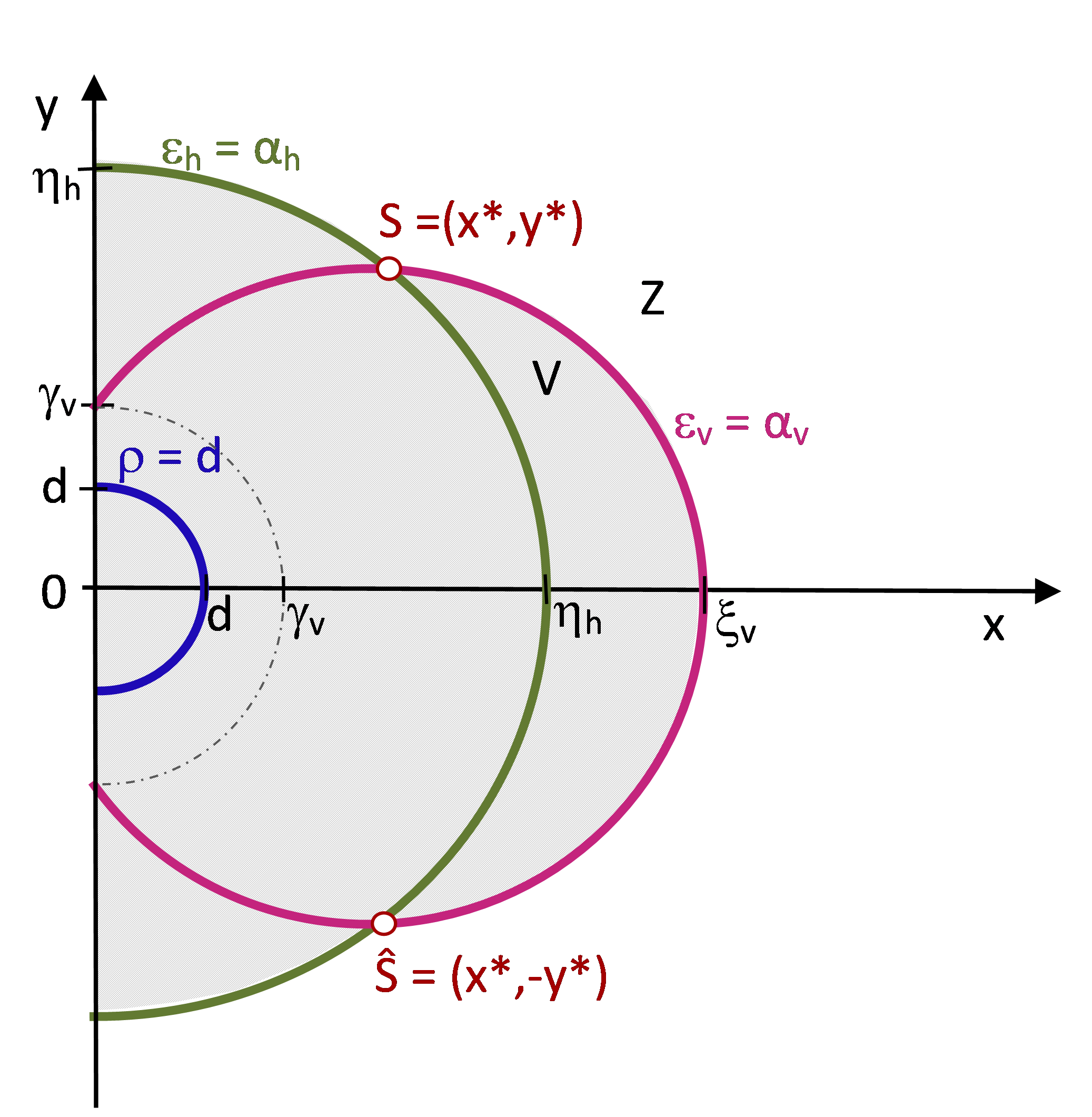
Zulässigkeitsbereich Z und Standortverbotszone V der Kamera

Für die Bestimmung des Optimalitätsbereichs Os der simultanen Maximierung beider Sehwinkel εv und εh sind die drei Fälle I) 0 < αv < π/2, II) αv = π/2, III) π/2 < αv < π und dazu jeweils noch die Unterfälle zu unterscheiden, wie der Radius R:= max{d,ηh} zu den anderen beiden Parametern γv und ξv liegt. Im Fall I) mit γv < ξv sind dies die Unterfälle 1) R ≤ γv, 2) γv < R < ξv und 3) R ≥ ξv. Beispielsweise besteht in dem in der Praxis hauptsächlich auftretenden und in der Abbildung dargestellten Fall I.2) der Optimalitätsbereich Os aus den beiden Schnittpunkten S = (x*,y*) und Ŝ = (x*,-y*) der Kreisbögen KR und Kv.

## Beispiele

Scheinbare Größe von Sonne, Mond, Planeten und ISS im Vergleich

| Beispiel                                                                                                   | Bildwinkel in Grad (sortiert nach Maximum) | Bogenminuten               | Größenvergleich (Bild)                                |
| --- | ------------------------------------------ | -------------------------- | ----------------------------------------------------- |
| Gesamtes Gesichtsfeld des gesunden menschlichen Auges horizontal vertikal                                  | 214° 130°–150°                             |                            |                                                       |
| Von der Erdoberfläche aus gesehen nimmt ein Regenbogen im Maximum einen Halbkreis ein. horizontal vertikal | 84° 42°                                    |                            | Regenbogen mit 18-mm-Weitwinkelobjektiv.              |
| Die eigene Faust mit ausgestrecktem Daumen am ausgestreckten Arm                                           | ca. 10°                                    |                            | Abschätzen von Winkeln mit der Hand: 10°, 20°, 5°, 1° |
| Andromedagalaxie (fotografisch)                                                                            | ca. 3°                                     | 186,2′                     | Fotomontage zum Größenvergleich mit dem Mond          |
| die Breite des eigenen Daumens am ausgestreckten Arm                                                       | 1,5–2°                                     |                            |                                                       |
| der Bereich scharfen Sehens beim Menschen                                                                  | ca. 1°                                     |                            |                                                       |
| Der Durchmesser des Vollmonds oder der Sonnenscheibe von der Erde aus betrachtet.                          | ca. 0,5°                                   | ca. 32′                    | Scheinbare Größe von Sonne und Mond im Vergleich      |
| Der Durchmesser des Landoltrings für einen Visus von 50 %                                                  |                                            | 10′                        |                                                       |
| Pferdekopfnebel                                                                                            |                                            | ca. 8′                     |                                                       |
| Kantenlänge des Hubble Ultra Deep Field                                                                    |                                            | ca. 3′                     |                                                       |
| Tennisball in 100 m Entfernung                                                                             |                                            | ca. 2,5′                   |                                                       |
| Venus in unterer Konjunktion                                                                               |                                            | 1,1′                       | Venustransit                                          |
| Jupiter |                                            | 29,8–50,1″ (Bogensekunden) | Größenvergleich zum Mond                              |
| Internationale Raumstation                                                                                 |                                            | 0,75′ = 45″                | Größenvergleich zum Mond                              |
| Zum Vergleich: Auflösungsvermögen des bloßen menschlichen Auges unter idealen Bedingungen                  |                                            | 0,5′ bis 1′                |                                                       |
| Saturn |                                            | 18,5″                      | Saturn im Vergleich zum Mond bei einer Okkultation    |
| Mars |                                            | 13,9–24,2″                 | Größenvergleich zum Mond                              |
| Merkur |                                            | 4,5-13,0″                  | Merkurtransit vor der Sonne                           |
| Schwarzes Loch in der Galaxie Messier 87                                                                   |                                            | 42 ± 3 Mikro-Bogensekunden | wie ein Tennisball eines Astronauten auf dem Mond     |